# Valeva, Cozmeni
Valeva sau Văleni (în perioada 1942–1944) (în ucraineană Валява, transliterat: Valeava și în germană Walawa) este un sat reședință de comună în raionul Cozmeni din regiunea Cernăuți (Ucraina). Are 1,521 locuitori, preponderent ucraineni (ruteni).
Satul este situat la o altitudine de 249 metri, pe malul unui afluent al pârâului Sovița, în partea de est a raionului Cozmeni.

## Istorie
Localitatea Valeva a făcut parte încă de la înființare din regiunea istorică Bucovina a Principatului Moldovei. Prima atestare documentară a localității datează din 6 iulie 1413.
În a doua jumătate a secolului al XVII-lea, moșia satului s-a aflat în proprietatea familiei lui Ion Neculce, cronicarul moldovean. Vistierul Neculce, tatăl cronicarului, s-a căsătorit în anul 1670 cu Catrina, fiica boierului Iordache Cantacuzino, unul dintre cei mai bogați boieri din Moldova secolului al XVII-lea. Ca zestre de nuntă, Catrina a primit 21 moșii, printre care și câteva sate din nordul Moldovei (Boian, Cernăuca, Valeva, Chisălău, Pohorlăuți, Prelipcea, Bocicăuți, Grozinți, Vasileuți, a patra parte din satul Lehăcenii Teutului). În anul 1702, vel aga Ion Neculce împarte moștenirea de la mama sa cu surorile sale, moșia Valeva trecând astfel la una dintre surorile lui Neculce.
În ianuarie 1775, ca urmare a atitudinii de neutralitate pe care a avut-o în timpul conflictului militar dintre Turcia și Rusia (1768-1774), Imperiul Habsburgic (Austria de astăzi) a primit o parte din teritoriul Moldovei, teritoriu cunoscut sub denumirea de Bucovina. După anexarea Bucovinei de către Imperiul Habsburgic în anul 1775, localitatea Valeva a făcut parte din Ducatul Bucovinei, guvernat de către austrieci, făcând parte din districtul Cozmeni (în germană Kotzmann). Din 1858, funcționa la Valeva o școală cu 4 clase.
După Unirea Bucovinei cu România la 28 noiembrie 1918, satul Valeva a făcut parte din componența României, în Plasa Șipenițului a județului Cernăuți. Pe atunci, majoritatea populației era formată din ucraineni, existând și o comunitate de români. 
Ca urmare a Pactului Ribbentrop-Molotov (1939), Bucovina de Nord a fost anexată de către URSS la 28 iunie 1940, reintrând în componența României în perioada 1941-1944. Apoi, Bucovina de Nord a fost reocupată de către URSS în anul 1944 și integrată în componența RSS Ucrainene. 
Începând din anul 1991, satul Valeva face parte din raionul Cozmeni al regiunii Cernăuți din cadrul Ucrainei independente. Conform recensământului din 1989, numărul locuitorilor care s-au declarat români plus moldoveni era de 2 (0+2), reprezentând 0,12% din populația comunei . În prezent, satul are 1.521 locuitori, preponderent ucraineni.

## Demografie
Componența lingvistică a comunei Valeva
     Ucraineană (99,01%)
     Alte limbi (0,99%)
Conform recensământului din 2001, majoritatea populației comunei Valeva era vorbitoare de ucraineană (99,01%), existând în minoritate și vorbitori de alte limbi.
1989: 1.665 (recensământ)
2007: 1.521 (estimare)

### Recensământul din 1930
Componența etnică a comunei Valeva (județul Cernăuți)
     Ruteni (91,91%)
     Evrei (3,56%)
     Polonezi (2,71%)
     Altă etnie (1,82%)
Componența confesională a comunei Valeva
     Ortodocși (91,44%)
     Romano-catolici (3,18%)
     Mozaici (3,56%)
     Greco-catolici (1,61%)
     Evanghelici\Luterani (0,21%)
Conform recensământului efectuat în 1930, populația comunei Valeva se ridica la 2.103 locuitori. Majoritatea locuitorilor erau ruteni (91,91%), cu o minoritate de evrei (3,56%) și una de polonezi (2,71%). Alte persoane s-au declarat: români (18 persoane), germani (14 persoane) și ruși (6 persoane). Din punct de vedere confesional, majoritatea locuitorilor erau ortodocși (91,44%), dar existau și mozaici (3,56%), romano-catolici (3,18%), greco-catolici (1,61%) și evanghelici\luterani (0,21%).

## Obiective turistice
- Biserica de lemn cu hramul „Adormirea Maicii Domnului” - construită în anul 1778; are și o clopotniță de lemn din secolul al XIX-lea[8]